# Пёша
Пёша (Тёша) — река в Архангельской области и Ненецком автономном округе. Протекает по территориям Сафоновского сельского поселения Мезенского района и Пёшского сельсовета Заполярного района.
Длина реки — 257 км, площадь бассейна — 5060 км². Протекает в извилистом русле по болотистой тундре. Впадает в Чёшскую губу Баренцева моря.
Питание снеговое и дождевое. Среднегодовой расход воды — около 50 м³/сек. Замерзает в ноябре, вскрывается в середине мая.

## Притоки
- Гусинец (Гусенец)
- Егорова
- Захарьина (Захарница)
- Кулевая
- Горевая
- Безмошица
- Костылиха
- Крутая
- Перепутная (Первопутка)
- Колибка
- Хариусовая
- Волоковая
- Перехожая
- Чушева
- Хайминская (Хайминская-Виска)
- Чарка
- Сорожья
- Большая Крутая
- Рашева Виска
- Правая Пёшинская Рассоха

## Населённые пункты
- Нижняя Пёша
- Верхняя Пёша
- Белушье
- Волоковая

## Этимология
По одной из версий, название реки связано с тем, что во многих местах её можно перейти пешком.

## В искусстве
Упоминается в повести «Волны гасят ветер» советских фантастов братьев Стругацких. В стоящем на реке Пёша посёлке Малая Пёша появляются непонятные существа, которых одни люди панически боятся, а другие испытывают к этим существам жалость или даже считают их симпатичными. Это событие становится знаковым на пути к разделению Homo sapiens на людей и люденов.